# Grantbaumhopf

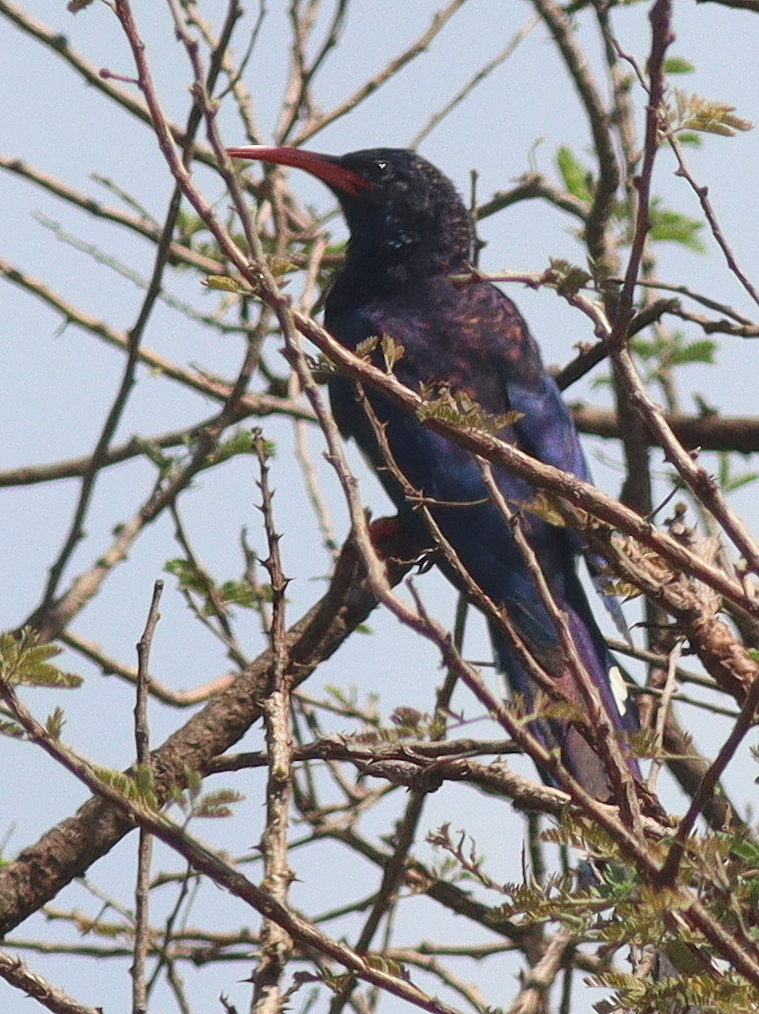
Grantbaumhopf

Der Grantbaumhopf (Phoeniculus granti), auch Grants Baumhopf, ist ein Vogel aus der Familie der Baumhopfe (Phoeniculidae).
Von einigen Autoren wird die Art als Unterart (Ssp.) des Damarabaumhopfes (Phoeniculus damarensis) angesehen, so „Birds of the World“.
Der Vogel kommt in Äthiopien, Kenia und im Steppengebiet von Ukamba vor.
Das Artepitheton bezieht sich auf William Robert Ogilvie-Grant.
Die Art ist monotypisch.

## Merkmale
Vom Damarabaumhopf unterscheidet sich die Art durch ausgeprägteres Blau im Gefieder, der Glanz auf Kopf, Nacken und Rücken ist nie grün, sondern violettblau, der Schwanz ist stahlblau nur selten violett. Die Kopfplatte hat deutliche grüne oder erzfarbene Punkte und ist scharf gegen den Nacken abgesetzt. Grün findet sich nur umschrieben an der Kehle, die oben prächtig blaugrün, unten mehr erzgrün gefärbt ist und sich deutlich von der nur matt blau glänzenden Brust abgrenzt. Die weißen Binden auf den Flügel und dem Schwanz sind schmaler, auf den Handschwingen finden sich weiße Flecken und keine durchgehenden Binden. Jungvögel haben eine blasser bräunlich gestrichelte Kehle und einen kürzeren schwarzen Schnabel. (aus der Originalbeschreibung)

## Stimme
Der Ruf des Männchens wird als nicht von dem des Damarabaumhopfes (Phoeniculus damarensis) unterscheidbar beschrieben.

## Gefährdungssituation
Die Art ist bislang nicht untersucht.